# Памятник Нельсону (Ливерпуль)
Памятник Нельсону (англ. Nelson Monument) — статуя адмирала Горацио Нельсона в Ливерпуле, Англия. Проект Мэттью Котса Уэтта и скульптора Ричарда Уэстмакотта. Памятник расположен к северу от городской ратуши; открыт в октябре 1813 года.

## История
Это первый крупный памятник в городе. Его возведение было профинансировано в основном Уильямом Роскоу, который пожертвовал крупную сумму денег в фонд по созданию мемориала. Роско выступал за отмену рабства, из-за чего по-разному трактуется что же символизируют элементы монумента, изображающие военнопленных (некоторые видят в них страдания рабов). С 27 мая по 4 сентября 2005 года памятник проходил реставрацию к 200-летию со дня победы адмирала Нельсона в Трафальгарском сражении, которое позволило ливерпульским купцам возобновить международную торговлю.

## Описание
Композиция памятника выполнена из бронзы и камня, изображает 4-х моряков взятых в плен и прикованых цепями к цилиндрическому постаменту с бронзовыми табличками, изображающими сцены сражений, в которых победил Нельсон. Это победы при Сент-Винсенте (14 февраля 1797), при Абукире (1 августа 1798), при Копенгагене (2 апреля 1801) и смерть Нельсона при Трафальгаре. Чуть выше нанесены знаменитые слова адмирала («England expects that every man will do his duty» — с анг. -«Англия ждёт, что каждый выполнит свой долг»). На самом постаменте изображены ангелы, флаги и пушки.